# 亨尼西群島
亨尼西群島（英語：Hennessy Islands）是南極洲的群島，位於雷諾島東南端，處於尤爾瓦角東南面7公里，屬於比斯科群島的一部分，在1957年被繪入阿根廷地圖，現時由南極條約體系管理。